# Trixoscelis beckeri
Trixoscelis beckeri är en tvåvingeart som beskrevs av Soos 1977. Trixoscelis beckeri ingår i släktet Trixoscelis och familjen myllflugor. Artens utbredningsområde är Mongoliet.